# It Ain’t Necessarily So
Az It Ain't Necessarily So népszerű dal George Gershwin zenéjével és testvére, Ira Gershwin szövegével. A dal a Gershwins Porgy és Bess (1935) című operájából származik, amiben Sportin' Life szerepében egy drogdíler énekli, aki kétségeit fejezi ki a Biblia több állításával kapcsolatban. A dallama Sportin' Life karakterének témájaként szerepel a Porgy és Bessben.

## Híres felvételek
- Maxine Sullivan
- Sammy Davis Jr.[1]

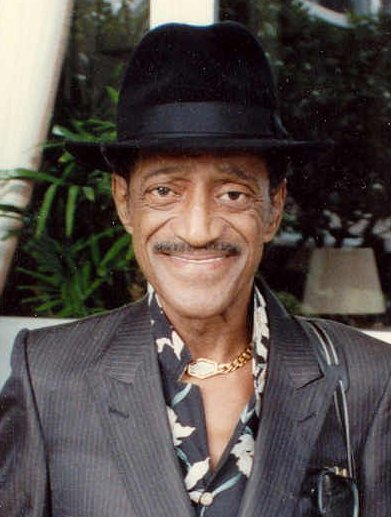
Sammy Davis Jr.

- Ella Fitzgerald és Louis Armstrong
- Carmen McRae
- Cab Calloway
- Jamie Cullum
- Andy Bey
- Miles Davis
- Oscar Peterson
- Peggy Lee
- Cher
- Tina May
- Hugh Laurie
- Harry Belafonte
- Mary Lou Williams
- Aretha Franklin
- Ray Thomas
- Cal Tjader
- Ahmad Jamal